# クトゥパ
クトゥパ（インドネシア語とマレー語: Ketupat、ジャワ語とスンダ語: kupat、バリ語: tipat）は、ココヤシの葉で編んだ菱形の袋にうるち米を詰めて茹でたジャワのちまきである。クトゥパットとも呼ばれる。

## 概要
インドネシアを起源とし、ブルネイ、マレーシア、シンガポール、フィリピン南部、タイ南部、カンボジア、ラオスでも見られる。
同様の料理はインドネシアに他にも存在しており、米の味付けや種類、具の有無、包む皮の種類や包み方によって細分化されている。
クトゥパはココヤシの葉を編んだ袋の中に味付けをしていない米を詰めて作る。数時間にわたり茹でるため米は膨れて餅のようになる。内側の餅は細かく切り分けられ、蒸し米の代わりに主食になる。通常、ルンダン、オポールアヤム、サユール・ラブ（ハヤトウリのスープ）、サンバル・ゴレン・ハティ（レバーのサンバル漬け）と一緒に食べたり、サテ（鶏肉や赤身肉の串焼き）やガドガド（ミックス野菜のピーナッツソースがけ）の付け合わせになる。一口大に切ったクトゥパをさらに調理する料理にクトゥパ・サユール（豆腐とゆで卵入りのクトゥパのハヤトウリスープ）やクトゥパ・タフ（クトゥパと豆腐のピーナッツソース）がある。
クトゥパは、フィリピンのプソやパトゥパットのような、他のオーストロネシアの稲作文化圏の似たような料理と関連しているが、後者は菱形に限定されず、伝統的に星形から動物形まで、さまざまな複雑な織り模様がある。植民地時代以前のグアムやマリアナ諸島では、古代の稲作がスペイン人によってもたらされたトウモロコシに取って代わられる前に、katupatと呼ばれる八面体型のものも発見されている。